# Kuslot
Kuslot (finska: Kuusiluoto) är en ö i Finland. Den ligger i Skärgårdshavet och i kommunen Pargas i den ekonomiska regionen  Åboland i landskapet Egentliga Finland, i den sydvästra delen av landet. Ön ligger omkring 40 kilometer sydväst om Åbo och omkring 180 kilometer väster om Helsingfors.
Öns area är 10,5 hektar och dess största längd är 470 meter i sydöst-nordvästlig riktning. Ön höjer sig omkring 25 meter över havsytan.